# Frans Edvard Edelheim
Frans Edvard Edelheim, född 23. maj 1848 i Helsingfors, död 27 januari 1909 i Nastola, var en finlandssvensk ingenjör, godsägare och flerfaldig representant vid Finlands lantdagar. Han blev känd för stora hamnbyggen i slutet av 1800-talet i Sankt Petersburg, Mariupol i Ukraina och Liepāja i Lettland. Efter att han 1894 återvände till Finland bedrev han Koiskala gård(fi) i Nastola.

## Karriär
Edelhelm gick skola först vid Helsingfors Privatlyceum och sedan 1859–1864 i Finska Kadettkåren i Fredrikshamn. Åren 1864–1868 studerade han vid Tekniska realskolan i Helsingfors där han visade begåvning, i synnerhet inom matematiska discipliner.

### Järnvägsbyggen
Edelheim tog sig österut och började sin karriär inom järnvägsbygge. Åren 1868–1870 tjänstgjorde han i olika chefspositioner vid bygget av järnvägslinjen Kursk-Charkiv-Azov, 1870–1871 vid byggande av ett andra spår vid linjen Moskva-Kursk, 1871–1873 vid bygget av linjen Kiev-Brest, varvid han utförde järnbroar över Prypjat och Wischwa, 1873–1875 vid linjen Morschansk(en)-Suisranj med broar över Ischinka, Sundrag, Julaw och Sura(en). Järnvägsbyggnadsarbetet sammanförde honom med de ryska ingenjörerna Pjotr Antonovitj Borejsja(ru) och Maximovitsch.

### Hamnbyggen
Edelheim deltog åren 1875–1876 i byggandet av Alexanders (Liteini(en))bron över Neva i Sankt Petersburg, och åren 1876–1886 i byggandet av hamnen i Sankt Petersburg och den 34 km långa St. Petersburg-sjökanalen från Kronstadt till Nevas mynning.
Åren 1886–1889 var Edelheim huvudingenjör för hamnbygget vid Mariupol i dagens Ukraina. Arbetet påbörjades 1886 och hamnen öppnades för trafik 1889. Totalkostnaden för hamnarbetet uppgick till 4 miljoner rubel. För hamnen, som omfattade en areal på 131 hektar muddrades 2 miljoner kubikmeter jord och uppfördes 1000 meter vågbrytare. Hamnen försågs enligt förebild från engelska kolexporthamnar med för tiden moderna krananordningar.
Åren 1889–1994 utförde Edelheim sitt tredje stora hamnprojekt i Liepāja i dagens Lettland. Projektet som bestod av både Liepājas krigshamn och handelshamn kostade 15 miljoner rubel och var i mått ännu större än hamnbygget i Mariupol.

### Godsägare och lantdagar
År 1894 återvände Edelheim till Finland och köpte Koiskala gård(fi) i Nastola där han vistats i barn- och ungdomsår. Edelheim utvecklade jordbruket under de följande åren.
Efter att han återvänt till Finland deltog Edelheim som huvudman för sin ätt i ståndslantdagarna.

## Privatliv
Edelheim var yngsta barnet till senatorn Paul Henrik Edelheim(fi) och dennes maka Emilia Christina af Brunér. Utom en äldre broder, som dog vid 29 års ålder, hade han två systrar, av vilka en var skriftställaren Anna Edelheim, Finlands första kvinnliga journalist, den andra gift af Forselles avled innevarande år i Elimä.
Edelheim gifte sig med Anna Augusta Maria Ullner.